# Suore di Nazareth
Le Suore di Nazareth (in inglese Sisters of Nazareth) sono un istituto religioso femminile di diritto pontificio: le suore di questa congregazione pospongono al loro nome la sigla C.S.N.

## Storia
Le origini della congregazione risalgono al 10 aprile 1851, quando alcune Piccole Sorelle dei Poveri provenienti dalla Francia, su richiesta del cardinale Nicholas Wiseman, aprirono una casa a Brook Green e assunsero la direzione del locale ricovero per anziani.
A causa dell'opposizione della casa madre alla proposta di Wiseman di affidare alle religiose anche la direzione di un orfanotrofio, il cardinale separò la comunità inglese dall'istituto di origine e diede inizio a una congregazione indipendente: Victorie Larmenier fu la prima superiora generale ed è ritenuta la fondatrice della congregazione.
L'istituto divenne di diritto pontificio nel 1888 e fu approvato definitivamente dalla Santa Sede il 6 settembre 1899.

## Attività e diffusione
Le suore si dedicano all'assistenza ad anziani e ammalati e alla cura degli orfani.
Sono presenti in Australia, Irlanda, Nuova Zelanda, Regno Unito, Stati Uniti d'America, Sudafrica, Zimbabwe; la sede generalizia è a Londra.
Alla fine del 2008 la congregazione contava 285 religiose in 38 case.